# Литъл Рок
Литъл Рок (на английски: Little Rock, в превод „малка скала“) е град и столица на щата Арканзас в САЩ. Литъл Рок е с население от 184 564 жители (оценка, 2017) и обща площ от 302,55 km². Градът е и окръжен център на окръг Пуласки. Литъл Рок се намира в близост до географския център на щата Арканзас. Литъл Рок е център на агломерация, наброяваща през 2017 г. 738,3 хил. жители.

## Известни личности
Родени в Литъл Рок
- Джоан Джонстън (р. 1948), писателка
- Джон Джъмпър (р. 1985), химик
- Джош Лукас (р. 1971), актьор
- Дъглас Макартър (1880 – 1964), генерал
- Бен Муди (р. 1981), музикант
- Джордж Нюбърн (р. 1964), актьор
- Скот Паразински (р. 1961), астронавт
- Джина Уилкинс (р. 1954), писателка

Починали в Литъл Рок
- Ди Браун (1908 – 2002), писател
- Рой Шайдър (1932 – 2008), актьор